# NGC 3464
NGC 3464 (другие обозначения — ESO 569-22, MCG -3-28-21, UGCA 222, IRAS10521-2047, PGC 32778) — спиральная галактика с перемычкой (SBc) в созвездии Гидра.
Этот объект входит в число перечисленных в оригинальной редакции «Нового общего каталога».
В галактике вспыхнула сверхновая SN 2015H типа Ia, её пиковая видимая звездная величина составила 16,9.
В галактике вспыхнула сверхновая SN 2002hy типа Ib, её пиковая видимая звездная величина составила 16,4.
В галактике вспыхнула сверхновая SN 2002J типа Ic, её пиковая видимая звездная величина составила 16,8.
Галактика NGC 3464 входит в состав группы галактик NGC 3450. Помимо NGC 3464 в группу также входят NGC 3450 и NGC 3453.